# Brachymeria mnestor
Brachymeria mnestor är en stekelart som först beskrevs av Walker 1841.  Brachymeria mnestor ingår i släktet Brachymeria och familjen bredlårsteklar. Inga underarter finns listade.